# NGC 4444
NGC 4444 је спирална галаксија у сазвежђу Кентаур која се налази на NGC листи објеката дубоког неба.
Деклинација објекта је - 43° 15' 44" а ректасцензија 12h 28m 36,1s. Привидна величина (магнитуда) објекта NGC 4444 износи 12,2 а фотографска магнитуда 13,0. Налази се на удаљености од 38,8000 милиона парсека од Сунца. NGC 4444 је још познат и под ознакама ESO 268-10, MCG -7-26-7, DCL 56, IRAS 12259-4259, PGC 41043.